# Jania fastigiata
Jania fastigiata Harvey, 1849  é o nome botânico de uma espécie de algas vermelhas pluricelulares do gênero Jania.
- São algas marinhas encontradas no Brasil, África do Sul, Índia, Queensland e Ilhas Andaman.

## Sinonímia
- Corallina fastigiata (Harvey) Kützing, 1858